# 1954 في ألمانيا
فيما يلي قوائم الأحداث التي وقعت خلال عام 1954 في ألمانيا.

## أحداث
- 1 يناير – العلاقات الألمانية السعودية

## سياسة

### تعيين في المنصب
- 7 سبتمبر – بيتر ألتميير رئيس البوندسرات.

### انتهاء فترة المنصب
- 1 يناير – فالتر شيل عضو مجلس الشورى الموحد شمال الراين وستفاليا.

## رياضة
- 1 يناير – بطولة العالم لسباق الدراجات على الطريق 1954
- 1 يناير – بطولة العالم للدراجات على المضمار 1954
- 1 أغسطس – جائزة ألمانيا الكبرى 1954 الفائز خوان مانويل فانجيو.

## مواليد

### يناير
- 1 يناير – راينر بوك ممثل ألماني.[1]
- 14 يناير – لوتس لودفيغ كرامر
- 21 يناير – توماس دي ميزير سياسي ألماني.[2]
- 22 يناير – بيرند هينيمان
- 23 يناير – روديغر شنوبهاسه لاعب كرة قدم ألماني.[3]

### فبراير
- 7 فبراير – أولريش بينر
- 7 فبراير – ديتر بولن[4]
- 9 فبراير – أولريش والتر[5]

### مارس
- 6 مارس – هارالد شوماخر لاعب كرة قدم ألماني.[6]

### أبريل
- 1 أبريل – ديتر مولر لاعب كرة قدم ألماني.[7]
- 20 أبريل – مارتن شتراتمان كيميائي ألماني.[8]
- 27 أبريل – توماس أوبرمان سياسي ألماني.

### مايو
- 18 مايو – راينولد هايل ملحن ألماني.[9]
- 26 مايو – فولفغانغ سيدكا[10]
- 28 مايو – مايكل كروجر لاعب ومدرب كرة قدم ألماني.[11]
- 30 مايو – هربرت بيرنس سياسي ألماني.

### يونيو
- 8 يونيو – يوخن شومان رُبّان ألماني.[12]
- 14 يونيو – مانفريد هيرفيه
- 22 يونيو – فولفغانغ بيكر مخرج أفلام ألماني.[13]

### يوليو
- 1 يوليو – هيربيرت تسيمرمان لاعب كرة قدم ألماني.[14]
- 12 يوليو – فولفغانغ دريملر لاعب كرة قدم ألماني.[15]
- 17 يوليو – أنغيلا ميركل مستشارة جمهورية ألمانيا الاتحادية.[16]
- 18 يوليو – يوهان ديتريتش ورنر مهندس ألماني.[17]
- 25 يوليو – يورغن تريتين سياسي ألماني.[18]
- 28 يوليو – غيرد فالتينغز رياضياتي ألماني.[19]

### أكتوبر
- 5 أكتوبر – سوزان رينير عالمة نبات ألمانية.
- 16 أكتوبر – كورينا حرفوش ممثلة ألمانية.[20]
- 18 أكتوبر – ماتياس مولر لاعب كرة قدم ألماني.
- 23 أكتوبر – أولي شتاين لاعب كرة قدم ألماني.[21]

### نوفمبر
- 9 نوفمبر – ديتريش تورو دراج ألماني.
- 15 نوفمبر – أولي شتيليكه لاعب ومدرب كرة قدم ألماني.[22]
- 15 نوفمبر – هانس غونتر برونس[23]

### ديسمبر
- 5 ديسمبر – بيتر والتر
- 8 ديسمبر – بيتر كوتي لاعب كرة قدم ألماني.[24]
- 11 ديسمبر – بيتر هيغمان
- 14 ديسمبر – ايفا ماتيس[25]
- 18 ديسمبر – فيلي فولبيك[26]
- 31 ديسمبر – هيرمان تيلك

## وفيات

### فبراير
- 16 فبراير – مارجاريته تسور بينتلاجه (مواليد 1891) كاتبة ألمانية.[27]

### مارس
- 7 مارس – أوتو ديلز (مواليد 1876) كيميائي ألماني.[28]
- 9 مارس – غوستاف إيكهورن (مواليد 1867) فيزيائي ألماني.[29]

### مايو
- 6 مايو – سيسيلي من مكلنبورغ-شفيرين (مواليد 1886)[30]
- 10 مايو – إريك ريجر (مواليد 1893) صحفي ألماني.[31]

### يوليو
- 19 يوليو – فريدريش ويبر (مواليد 1892)

### أغسطس
- 18 أغسطس – أوسكار ماير (مواليد 1885) سياسي ألماني.

### سبتمبر
- 27 سبتمبر – ماكسيميليان فون فيخس (مواليد 1881) عسكري ألماني.

### نوفمبر
- 13 نوفمبر – بول لودفيغ إيفالد فون كلايست (مواليد 1881)[32]